# Savages (groupe)
Pour les articles homonymes, voir Savages.
Savages est un groupe de post-punk britannique, originaire de Londres. Leur premier album, Silence Yourself, est publié en mai 2013 chez Matador Records. Leur deuxième album, Adore Life, est publié le 22 janvier 2016. Les deux albums sont nommés pour un Mercury Prize, en 2013 et 2016 respectivement,.

## Biographie
Le groupe se forme en octobre 2011 et fait ses premières armes sur la scène londonienne. La guitariste Gemma Thompson avait discuté préalablement de l'idée avec la chanteuse Jehnny Beth, pendant presque un an, et a suggéré le nom du groupe. Ce nom de groupe serait une réminiscence de l’œuvre de  William Golding Sa Majesté des mouches.
Leur premier concert a lieu en janvier 2012 en ouverture du groupe British Sea Power. Leur manager, John Best, est aussi celui de Sigur Rós.  En juin 2012, un premier single regroupe deux titres Flying to Berlin et Husbands, sur le label Pop Noire, fondé par Jehnny Beth et Johnny Hostile. The Guardian les compare aux premiers albums des groupes Public Image Ltd, Magazine, Siouxsie and the Banshees et Joy Division. Citant aussi les Allemands Einstürzende Neubauten, le groupe exprime son intérêt pour ces groupes en interview et ajoute : « Nous écoutons énormément de musique [...] nos influences sont masculines et féminines à égale mesure. » Pour autant, leur son n'est pas nostalgique. Ses membres veulent secouer « la léthargie » du rock actuel, « poseur, verbeux, inefficace », elles veulent «atteindre le spectateur, le réveiller, quitte à le brutaliser.».
En octobre 2012, leur concert au CMJ Music Marathon à New York reçoit un accueil favorable. Le 9 décembre, elles sont nommées par la BBC comme Sound of 2013.
En 2013, elles jouent à quelques jours d'intervalle, en Californie au Coachella Music and Arts Festival, ainsi qu'en France, au Printemps de Bourges, avec, dans les deux cas, de bonnes critiques,. En mai, elles sortent leur premier album Silence Yourself,, et se produisent au Primavera Sound Festival à Barcelone, puis en août 2013, au festival Rock en Seine, près de Paris.
Le groupe sort son second album Adore Life en janvier 2016. Jenny Beth annonce en décembre 2016 l'intention du groupe de faire une pause pour permettre à ses membres de se consacrer à des projets solo. Après sa participation au film de Catherine Corsini, Un amour impossible, Jehnny Beth confirme l'enregistrement en cours d'un album solo, sans qu'aucune date de sortie ne soit encore annoncée. Elle a par ailleurs annoncé travailler à un projet avec Bobby Gillespie, leader de Primal Scream.
En mai 2019, accompagnée de son partenaire Johnny Hostile, Jehnny Beth contribue à la bande originale du documentaire consacré à Chelsea Manning, XY Manning, avec le single Let it out. 

## Membres
La chanteuse Jehnny Beth est le nom de scène de Camille Berthomier. Celle-ci débute au cinéma en 2005 dans À travers la forêt, un film de Jean-Paul Civeyrac pour lequel elle sera pré-nommée au César du meilleur espoir féminin.  Comme musicienne, Jehnny Beth joue dans un premier groupe Motel de 2003 à 2005 avant de former avec Nicolas Congé (alias Johnny Hostile) le duo de rock indépendant John & Jehn de 2006 à 2010. John & Jehn vont enregistrer ensemble deux albums studio,.
La guitariste de Savages, Gemma Thompson, a suivi une formation pour être pilote de ligne avant de se tourner vers la musique. Les autres membres du groupe sont la bassiste Ayse Hassan et la batteuse Fay Milton, cette dernière avait travaillé précédemment six mois dans une institution psychiatrique.

### Articles de journaux
- « Savages // “Live Pop Noire Night” », Les Inrocks,‎ 13 mai 2012 (lire en ligne).
- (en) Laura Snapes, « Savages: a post-punk act from London that thrives off of violence and twisted desire », Pitchfork,‎ 22 mai 2012 (lire en ligne).
- (en) Paul Lester, « New band of the day: Savages (No 1,276) », The Guardian,‎ 25 mai 2012 (lire en ligne).
- (en) Emily Mackay, « Radar Band Of The Week No:91 - Savages », NME,‎ 5 juin 2012 (lire en ligne).
- (en) Kate Mossman, « Savages/Palma Violets – review », The Observer,‎ 29 juillet 2012 (lire en ligne).
- (en) McKinley Jr, « Six Hopefuls Worth Watching at the CMJ Music Marathon », New York Times,‎ 15 octobre 2012 (lire en ligne).
- (en) Michael Alan Goldberg, « Don't Miss These Bands At CMJ », Village Voice,‎ 24 octobre 2012 (lire en ligne).
- Elvire von Bardeleben, « Espèce de Savages ! », Libération,‎ 15 février 2013 (lire en ligne).
- (en) Pelly Jenn, « Listen: New Savages Track "She Will", From Debut Album Silence Yourself, Coming on Matador Records », Pitchfork,‎ 19 mars 2013 (lire en ligne).
- Géraldine Sarratia, « Edito : sauvageonnes de Savages », Les Inrocks,‎ 13 avril 2013 (lire en ligne).
- (en) Tim Jonze, « Coachella festival 2013 day two: Phoenix, Hot Chip and Savages - review », The Guardian,‎ 14 avril 2013 (lire en ligne).
- Mathilde Carton, « Printemps de Bourges, noir magnétique », Libération,‎ 22 avril 2013 (lire en ligne).
- « Cinq bonnes raisons d'adopter les rockeuses de Savages », Metro,‎ 5 mai 2013 (lire en ligne).
- (en) Stephanie Benson, « Savages, ‘Silence Yourself’ », Spin,‎ 6 mai 2013 (lire en ligne).
- (en) Rebecca Nicholson, « Savages: 'It's about trying not to treat the audience like idiots' », The Guardian,‎ 6 mai 2013 (lire en ligne);
- Sylvain Siclier, « Le rock sérieux de Savages, la pop radieuse de Belle and Sebastian », Le Monde,‎ 24 août 2013 (lire en ligne).